# پیتزو مونکرچ
پیتزو مونکرچ (به لاتین: Pizzo Muncréch) یک کوه در سوئیس است که در کانتون تیچینو واقع شده‌است. پیتزو مونکرچ ۲٬۲۵۲ متر بالاتر از سطح دریا واقع شده‌است.